# Майдан (гміна Тісна)
Майдан — село в ґмині Тісна, Ліського повіту Підкарпатського воєводства, на південному сході Польщі.
Розташоване на річці Солинка, відстань від Тісної — 2 км.

## Історія
Точна дата заснування невідома. Поселення виникло, як присілок м. Тісної на межі 19 і 20 ст.
В 1902—1904 рр. збудований відділок с. Майдан — м. Тісна — потік Смерек лісової залізниці від Нового Лупкова до Тісної з продовженням через Кальницю до Бескиду.
До 1918 року в складі Австро-Угорщини.
В регіоні переважало українське населення. З листопада 1918 по січень 1919 село входило до складу Команчанської Республіки. У 1919—1939 рр. село входило до Ліського повіту Львівського воєводства.
У період між 1945 і 1947 роками, у цьому районі тривала боротьба між підрозділами УПА та радянським військами. Українське населення було насильно переселене на територію СРСР в 1946 році. Родини, яким вдалось уникнути переселення в 1947 році під час Операції Вісла були перевезені на територію північної Польщі.

## Сучасність
Населення: 100 мешканців, переважно переселенців-поляків.